# Герлінде Кальтенбруннер
Герлінде Кальтенбруннер (нім. Gerlinde Kaltenbrunner; 13 грудня 1970, Кірхдорф-ан-дер-Кремс) — австрійська альпіністка і гімалаїстка, кавалер Корони Гімалаїв і Каракоруму — підкорювачка усіх 14 восьмитисячників Землі. Всі сходження здійснила без використання додаткового кисню.

## Кроки до перемоги
- 6 травня 1998 — Чо-Ойю
- 14 травня 2001 — Макалу
- 10 травня 2002 — Манаслу
- 20 червня 2003 — Нангапарбат (стіна Diamir)
- 28 травня 2004 — Аннапурна (франц. маршрут)
- 25 липня 2004 — Гашербрум I (япон. кулуаром)
- 7 травня 2005 — Шишабангма (півд. стіна)
- 21 липня 2005 — Гашербрум II (півд.-зах. ребром)
- 14 травня 2006 — Канченджанґа (півд. стіна, друге сходження жінки на цю вершину)
- 12 липня 2007 — Броуд-пік
- 1 травня 2008 — Дхаулагірі
- 20 травня 2009 — Лхоцзе
- 23 травня 2010 — Еверест (з боку Тибету)
- 23 серпня 2011 — К2

Кальтенбруннер двічі намагалася підкорити Лхоцзе (в 2006 та 2008 рр.) — кожного разу перевищуючи межу 8 000 м. Удалося це допіру 2009 р. разом з Ральфом Дуймовітцем, який цим сходженням здобув право на Корону Гімалаїв і Каракоруму, як перший серед німців. В 2007 р. намагалася здобути вершину К2 маршрутом Cesena. Погода не дозволила їй досягти мети.
Чоловіком Герлінди Кальтенбруннер є відомий німецький гімалаїст Ральф Дуймовітц.

## Ресурси Інтернету
- Offizielle Seite von Gerlinde Kaltenbrunner [Архівовано 29 жовтня 2013 у Wayback Machine.]
- «Glück und Tod sind so nah beieinander» [Архівовано 27 березня 2009 у Wayback Machine.], Tagesspiegel, 12. Februar 2007, Interview
- «Cinderella Caterpillar oder Königin des Himalaja» [Архівовано 29 жовтня 2013 у Wayback Machine.], Portrait von Gerlinde Kaltenbrunner geschrieben von Lilo Solcher, 11. April 2007
- «Der Tod wird ausgeblendet» [Архівовано 10 лютого 2012 у Wayback Machine.] Interview im Spiegel, 23. August 2010
- Aufstiegsroute an der K2-Nordseite auf den Seiten des Deutschen Zentrums für Luft- und Raumfahrt (DLR) [Архівовано 29 жовтня 2013 у Wayback Machine.], Zugriff am 23. August 2011.
- zeit.de: Interview (1. November 2011) [Архівовано 29 жовтня 2013 у Wayback Machine.]